# Santaella
Santaella é um município da Espanha na província de Córdova, comunidade autónoma da Andaluzia. Tem 225,8 km² de área e em 2021 tinha 4 611 habitantes (densidade: 20,4 hab./km²).

## Demografia
| Variação demográfica do município entre 1991 e 2004 | Variação demográfica do município entre 1991 e 2004 | Variação demográfica do município entre 1991 e 2004 | Variação demográfica do município entre 1991 e 2004 |
| --------------------------------------------------- | --------------------------------------------------- | --------------------------------------------------- | --------------------------------------------------- |
| 1991                                                | 1996                                                | 2001                                                | 2004                                                |
| 5728                                                | 5854                                                | 5925                                                | 5938                                                |

| Mês                  | Média | Jan  | Fev  | Mar  | Abr  | Mai  | Jun  | Jul  | Ago  | Set  | Out  | Nov  | Diz  |
| -------------------- | ----- | ---- | ---- | ---- | ---- | ---- | ---- | ---- | ---- | ---- | ---- | ---- | ---- |
| Média Máxima °C      | 24,2  | 15,0 | 18,0 | 21,0 | 24,0 | 29,0 | 34,0 | 36,0 | 33,0 | 28,0 | 22,0 | 17,0 | 14,0 |
| Média minima °C      | 11,6  | 5,0  | 7,0  | 9,0  | 11,0 | 14,0 | 18,0 | 19,0 | 19,0 | 15,0 | 11,0 | 7,0  | 5,0  |
| Precipitação mm      | 4,1   | 6,2  | 5,4  | 3,2  | 3,6  | 2,4  | 2,2  | 1,6  | 1,1  | 2,4  | 3,8  | 9,1  | 7,8  |
| Fonte: eltiempo7.com |       |      |      |      |      |      |      |      |      |      |      |      |      |